# Jorge Henrique Papf
Jorge Henrique Papf (Berlim, 1863 - Petrópolis, 1920) foi um fotógrafo e pintor teuto-brasileiro que viveu durante a segunda metade do século XIX e início do século XX. Considerado um excelente fotógrafo paisagista, Papf foi autor das paisagens que ilustraram o Guia de Petrópolis de 1885, e também fotografou um panorama com perspectiva circular em 360º da cidade de Petrópolis, em 1898. Herdou a função de seu pai, Karl Ernest Papf, com quem veio ao Brasil em 1867 junto com o também fotógrafo Alberto Henschel.